# Batalla de Uruk
La batalla de Uruk en uno de los encuentros más decisivos en la empresa de conquista de Sumeria por parte de Sargón I de Acad. La única información que se conoce acerca de la batalla es una inscripción copiada en Nippur y su fecha aún es incierta. Durante su campaña militar Sargón atacó la ciudad de Uruk y la destruyó. Los sobrevivientes huyeron y se unieron a una fuerza de una cincuentena de ciudades sumerias al mando de Lugalzagesi de Umma antiguo rival de Sargón. La batalla campal se produjo posiblemente cerca de 2271 a. C. en la que Lugalzagesi y su ejército fueron derrotados. Los sumerios, acostumbrados al combate cuerpo a cuerpo con lanzas, espadas y escudos, no eran rivales para los arcos de los soldados acadios, que además estaban mucho mejor entrenados. A esto se sumaba el excelente uso que daban los acadios a los carros de guerra para rodear, romper u hostigar a las fuerzas enemigas. El rey de Umma fue capturado y llevado a Nippur encadenado del cuello.